# Gran Premi Möbel Alvisse
El Gran Premi Möbel Alvisse va ser una cursa ciclista d'un dia que es disputà entre 2005 i 2008 a Leudelange (Luxemburg). Les dues primeres edicions formaren part del calendari de l'UCI Europa Tour.

## Palmarès
| Any  | Vencedor          | Segon          | Tercer                |
| ---- | ----------------- | -------------- | --------------------- |
| 2005 | James Lewis Perry | Arno Wallaard  | Jean-Claude Lebeau    |
| 2006 | Gabriel Rasch     | Wolfram Wiese  | Christopher Myhre     |
| 2007 | Hakan Nilsson     | Christian Poos | Christian Alex Hansen |
| 2008 | Fredrik Johansson | Eddy Forner    | Frederik Penne        |